# Alticus anjouanae
Espèce
Statut de conservation UICN

 LC  : Préoccupation mineure
Alticus anjouanae est une espèce de poissons marins de la famille des Blenniidae.

## Répartition

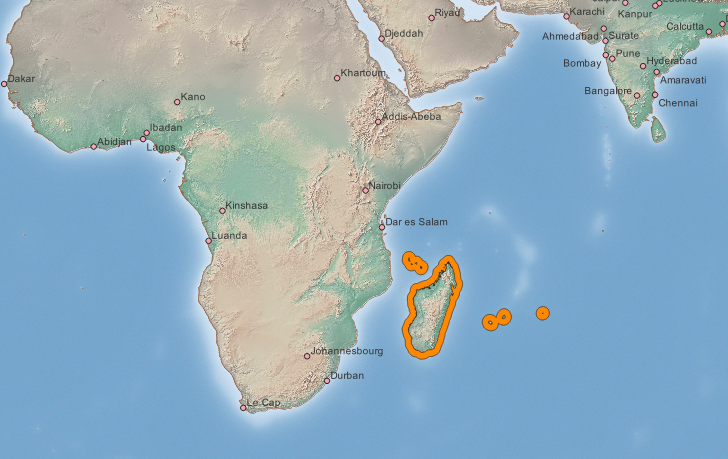
Aire de répartition de l'espèce Alticus anjouanae en 2025.

Ce poisson se rencontre aux Comores, à Madagascar, à Maurice, à Mayotte et à La Réunion.

## Systématique
Le nom valide complet (avec auteur) de ce taxon est Alticus anjouanae (Fourmanoir, 1955).
L'espèce a été initialement classée dans le genre Andamia sous le protonyme Andamia anjouanae Fourmanoir, 1955.
À noter que FishBase ne reconnait pas ce taxon et classe ces poissons sous l'espèce Alticus monochrus.
Alticus anjouanae a pour synonymes :
- Alticus monochrus anjouanae (Fourmanoir, 1955)
- Andamia anjouanae Fourmanoir, 1955
- Damania anjouanae (Fourmanoir, 1955)

### Étymologie
Son épithète spécifique, anjouanae, fait référence à Anjouan, une île de l'archipel des Comores, localité type de cette espèce.

### Publication originale
- P. Fourmanoir, « Ichthyologie et pêche aux Comores », Mémoires de l'Institut Scientifique de Madagascar, Série A, Biologie Animale, 1955, vol. 9, p. 187-239.